# Фудбалска формација
У фудбалу реч формација описује начин на који се играчи у тиму генерално постављају на терен. Фудбал је флуидна и брза игра, а (са изузетком голмана) положај играча у формацији не дефинише њихову улогу тако ригорозно као, на пример, рагби играча, нити постоје разлози да током утакмице играчи морају остати на истом месту у формацији. Ипак, положај играча у формацији генерално одређује да ли играч има углавном одбрамбену или нападачку улогу и да ли тежи да игра према левој или десној страни терена или централно.
Формације се обично описују са три или четири броја, који означавају колико је играча у сваком реду формације, од одбранбених играча до нападача. На пример, популарна формација „4–5–1“ има четири одбрамбена играча, пет везних и једног нападача. Могу се користити различите формације у зависности од тога да ли тим жели да игра више нападачки или одбрамбени фудбал, а тим може да мења формације између или током утакмица из тактичких разлога.
Избор формације обично врши главни тренер. Вештина и дисциплина играча су потребни за ефикасну примену дате формације у професионалном фудбалу. Формације је потребно изабрати имајући у виду који су играчи доступни.
У првим данима фудбала, већина чланова тима играла би у нападачким улогама, док модерне формације скоро увек имају више дефанзиваца него нападача.